# Eaucourt-sur-Somme
Eaucourt-sur-Somme là một xã ở tỉnh Somme, vùng Hauts-de-France, Pháp.

## Địa lý
Thị trấn này tọa lạc 4 dặm Anh về phía đông nam của Abbeville trên đường D901 và hai bên bờ sông.

## Dân số
| 1962                                                         | 1968 | 1975 | 1982 | 1990 | 1999 |
| ------------------------------------------------------------ | ---- | ---- | ---- | ---- | ---- |
| 283                                                          | 307  | 365  | 396  | 414  | 376  |
| Số liệu điều tra dân số từ năm 1962, dân số không tính trùng |      |      |      |      |      |